# Derolus cinctus
Derolus cinctus es una especie de escarabajo longicornio del género Derolus, tribu Cerambycini, subfamilia Cerambycinae. Fue descrita científicamente por Jordan en 1903.

## Descripción
Mide 13-18 milímetros de longitud.

## Distribución
Se distribuye por Angola, Camerún, Costa de Marfil, Guinea Ecuatorial, Malaui, República Democrática del Congo y República del Congo.